# سيغون ألوانيي
سيغون ألوانيي (بالإنجليزية: Segun Oluwaniyi)‏ (24 أبريل 1982 بأويو في نيجيريا - ) هو لاعب كرة قدم نيجيري في مركز حراسة المرمى. شارك مع منتخب نيجيريا لكرة القدم. أما مع النوادي، فقد لعب مع إينوغو رينجرز وجومبي يونايتد وشوتينغ ستارز ونادي دولفينز.

## وصلات خارجية
- سيغون ألوانيي على موقع قاعدة بيانات كرة القدم.إي يو (الإنجليزية)
- سيغون ألوانيي على موقع ناشيونال فوتبول تيمز (الإنجليزية)